# Lathmar Holi
Lathmar Holi (hindi: लट्ठमार होली, 'käpparnas festival') är en nordindisk festival. Det är en hinduisk festival som varje vår firas i de två systerorterna Barsāna och Nandgaon i Uttar Pradesh, orter som lokalt även är kända som Radha respektive Krishna. Den arrangeras årligen, under Holi-perioden, då tusentals hinduer och turister besöker de båda städerna. Festligheterna varar oftast en dryg vecka och avslutas med Ranga Panchami-firandet.

## Firande
Festivalen arrangeras som en hyllning till Krishna och hans hustru Radha. Holi, med sitt överflöd av färger, är en indisk vårfestival som arrangeras på många håll i norra Indien. De båda systerstäderna Barsāna och Nandgaon betraktas som Radhas respektive Krishnas födelseorter, och därför får firandet där en extra betydelse.
Lathmar i festivalens namn är ett ord för en käpp. En av festivalens huvudingredienser är leken där kvinnor jagar män och slår på dem med käppar. Denna traditionen har sina rötter i kärlekshistorien mellan Radha och Krishna, där enligt legenden Krishna lekfullt retade Radha och hennes vänner, vilka i sin tur svarade med att köra ut honom från hennes hemort Barsāna. Under festivalen besöker varje år Nandgaons män grannorten och möts där av kvinnornas käppar, vilket utvecklas till en tafatt-liknande lek. De män som fångas in av de entusiastiska kvinnorna "tvingas" av dessa att klä sig i kvinnokläder och dansa offentligt.
Utöver att utgöra en hyllning till Radhas och Krishnas kärlek fungerar Lathmar Holi som ett firande av kvinnlig styrka. Den ses som ett sätt för indiska kvinnor att uttrycka sin lekfulla sida och visa att de kan stå upp för sig själva.

### Andra Holi-varianter
Under den veckolånga festivalen förekommer en stor mängd dansande och sång, liksom spridning av färgat pulver – precis som vid andra Holi-festivaler. Andra uppmärksammade firanden av Holi finns i Vrindavan (Holi med blommor), Punjab (Holla Hohalla), Kerala (Manjal Kuli) och Västbengalen (Dol Jatra).

## Galleri

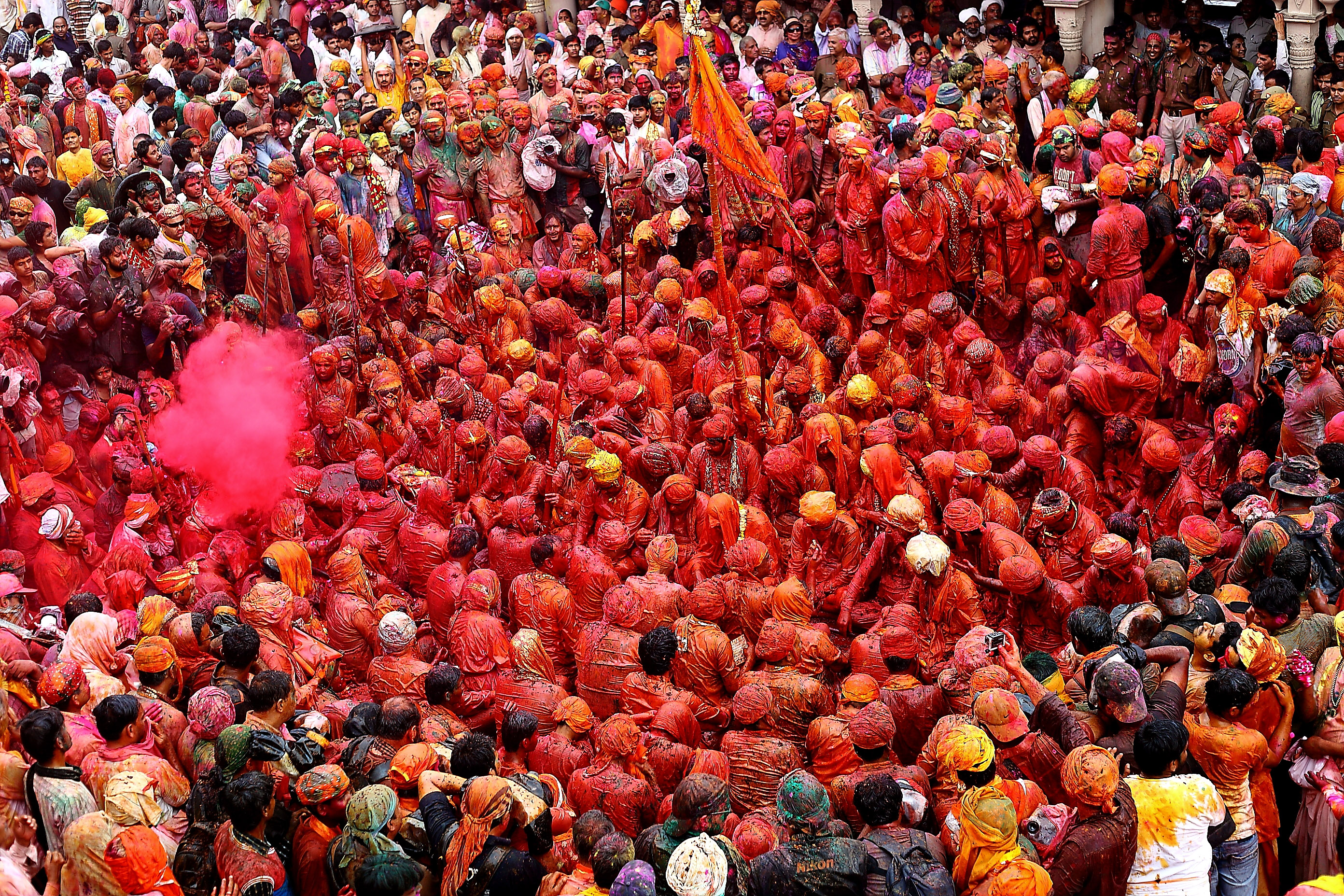
Färgindränkta människor vid Krishna-templet.
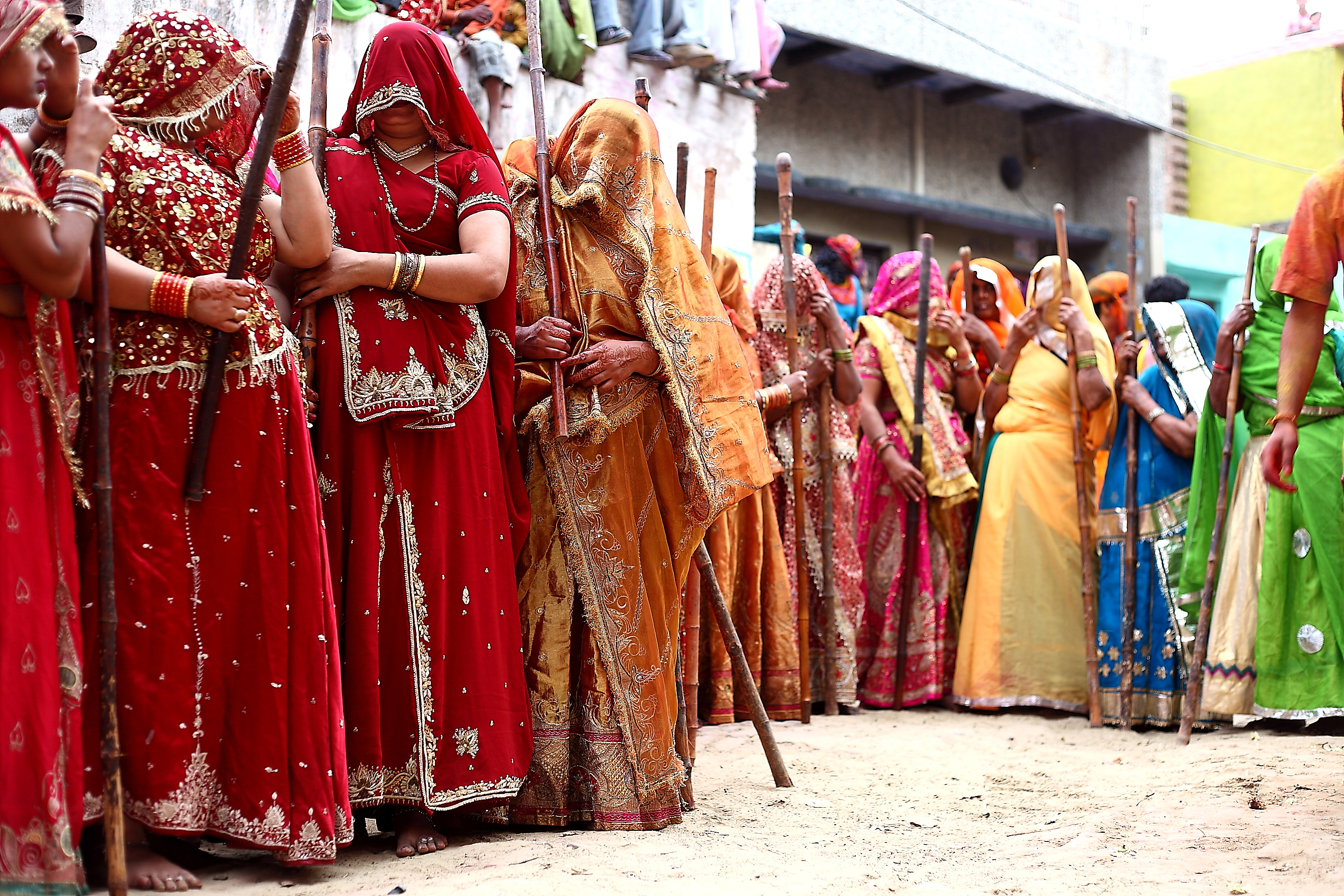
Kvinnor vängtar på män under Lathmar Holi.
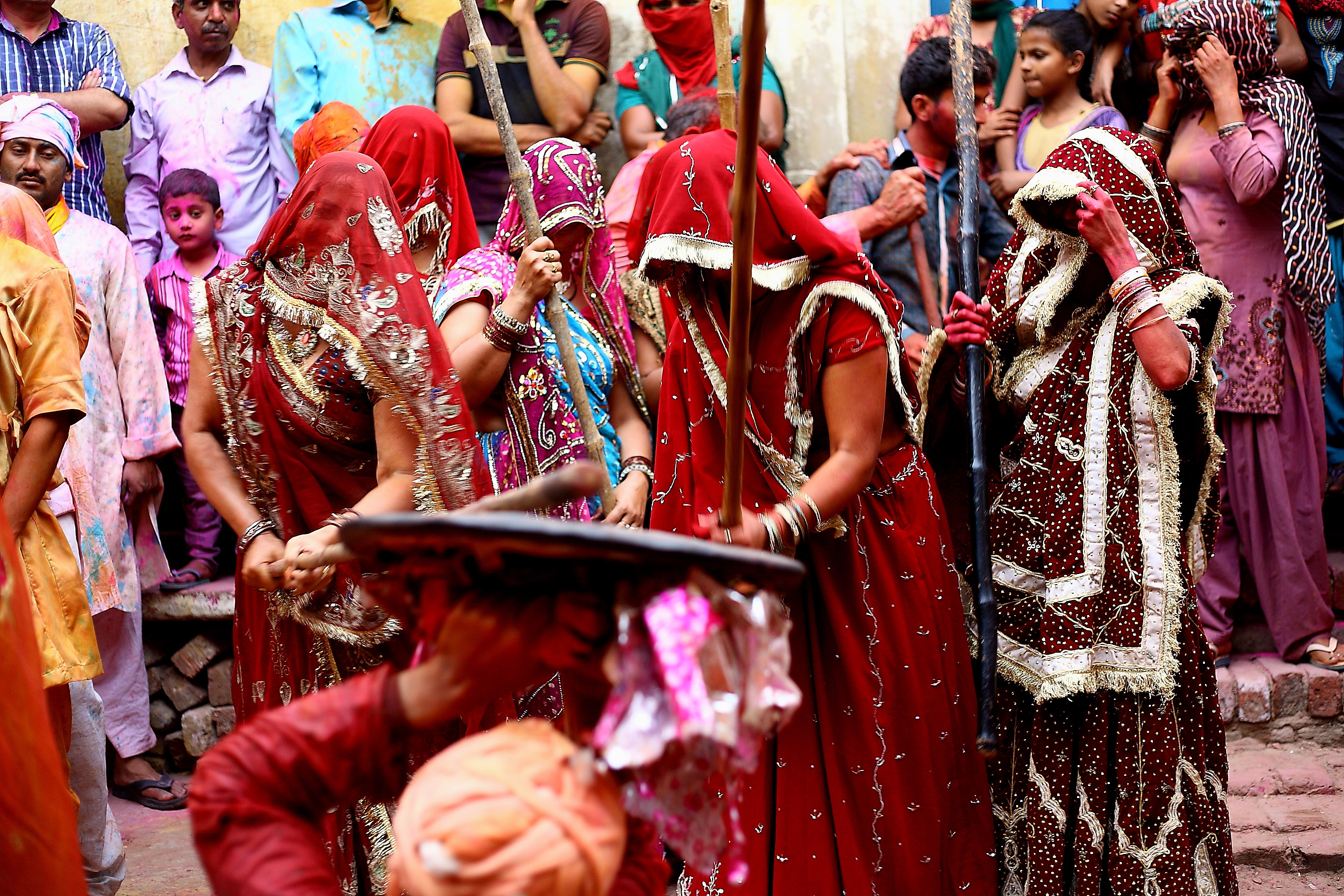
Kvinnor som använder sina käppar.
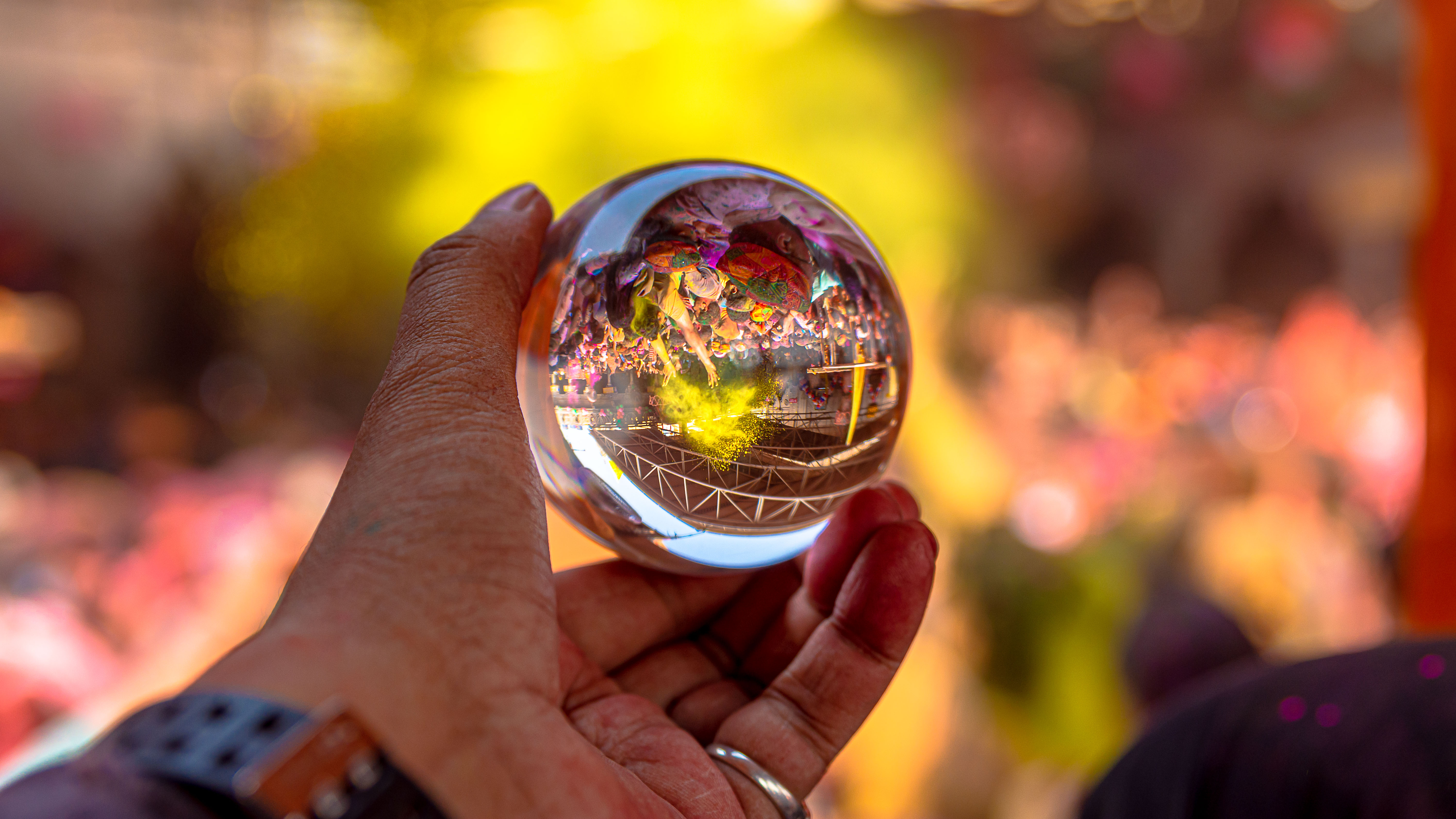
Färgrikt firande i Barsāna.
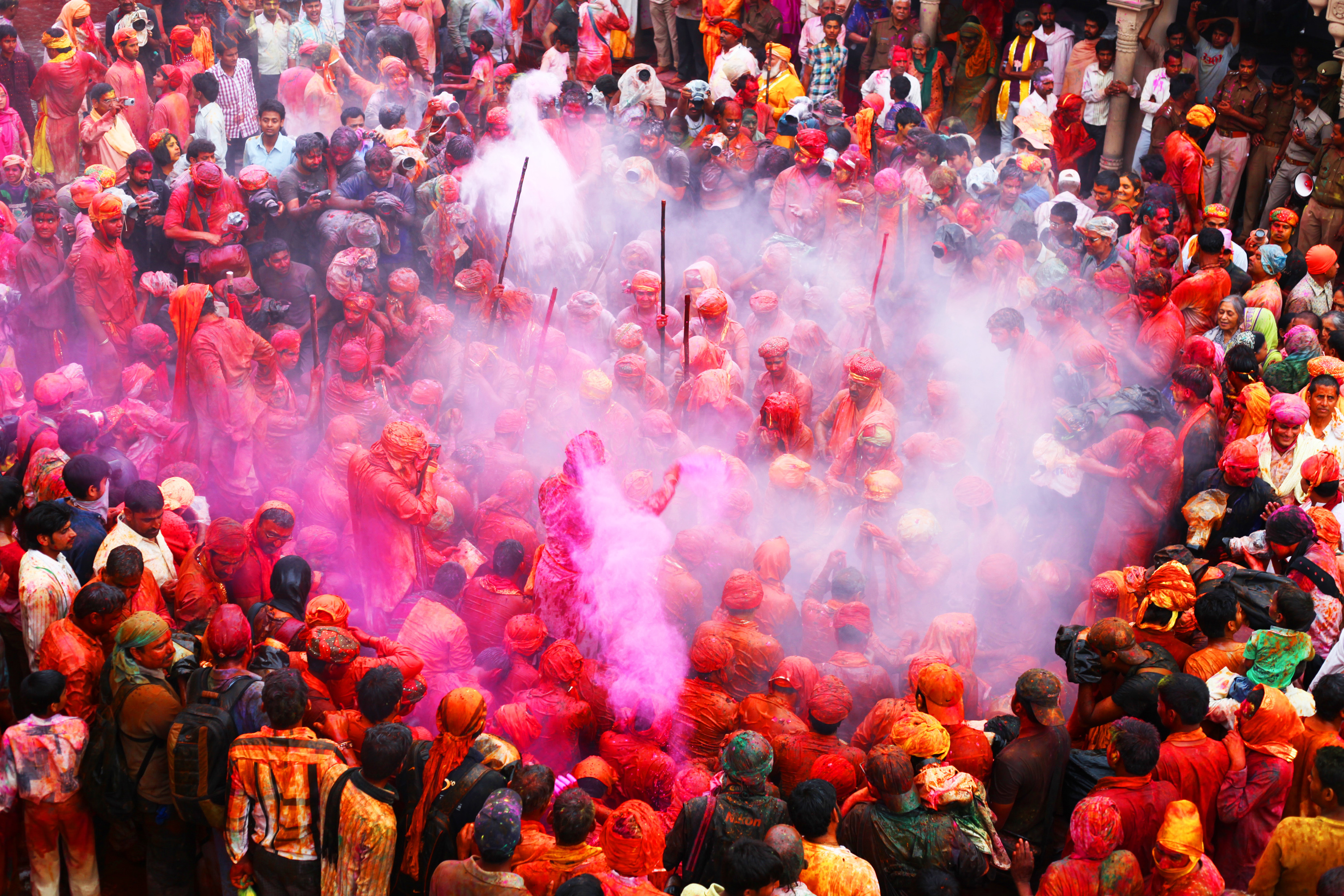
Firande vid Radha-templet i Barsāna.